# Union des Armes

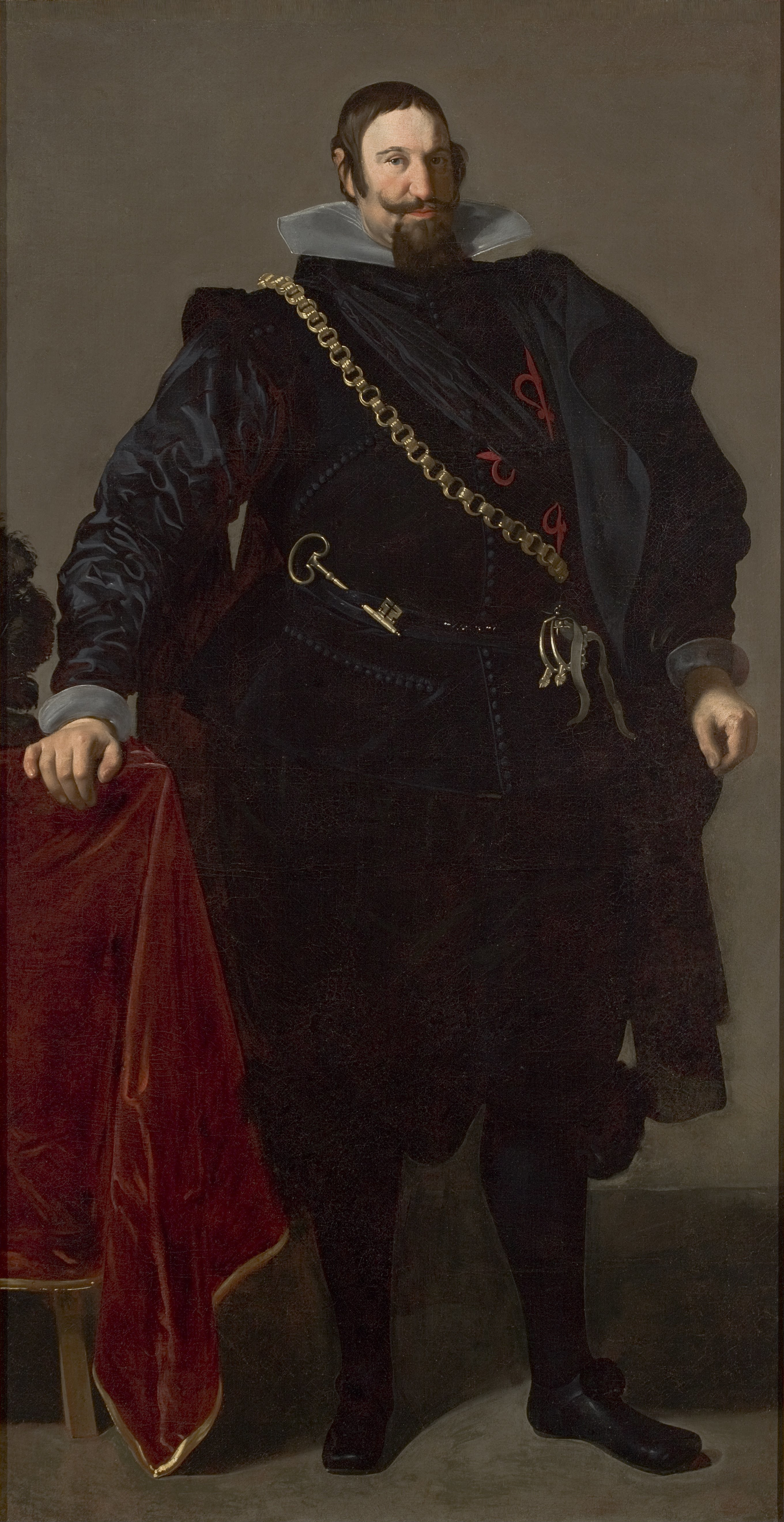
Portrait de Gaspar de Guzmán, comte-duc d'Olivares, attribué à Diego Velázquez (1624), musée d'art de São Paulo.

L'Union des Armes (en espagnol : Unión de Armas) fut proclamée en 1626 par le roi Philippe IV pour la création d'une armée de 140 000 réservistes recrutés et entretenus par les différentes provinces, royaumes et vice-royaumes de la péninsule Ibérique selon leurs besoins et leurs possibilités.

## Antécédents
Durant les XVIe et XVIIe siècles, la défense des intérêts de la monarchie espagnole hors du territoire péninsulaire reposait quasi exclusivement sur la Castille. Après plus d'un siècle de guerres ininterrompues, la Castille passa de l’état de couronne espagnole la plus riche et dynamique à celui d’une région appauvrie avec de graves problèmes de dépopulation. Les économistes castillans, pendant des dizaines d’années, demandaient une répartition plus équitable des dépenses de défense, ce que le Conseil des Finances recommandait déjà en 1622. Ainsi, aux Cortes de Castille, on proposa cette année-là le remplacement de l'impôt de los millones par la paie correspondant à une armée de 30 000 soldats à laquelle le reste des provinces et royaumes devraient contribuer (les états de la couronne d'Aragon, Portugal, Navarre, Biscaye et Guipuscoa).
Les États italiens avaient l’habitude de contribuer à leurs propres frais de défense. Les Pays-Bas géraient leur défense, bien qu’à un niveau plus faible que celui qu'aurait exigé le fait qu’ils constituaient un front ouvert. Navarre, Aragon et Valence contribuaient occasionnellement à la défense de l'Empire espagnol. Finalement, la Catalogne et le Portugal avaient toujours refusé quelque contribution que ce soit concernant ce sujet.
La structure de l’Espagne d’alors était compliquée, car chaque royaume et province avait ses lois propres et un pouvoir législatif autonome. Ainsi, toute tentative de répartir les frais de défense rencontrait l'opposition frontale des dits royaumes et provinces, opposition que l’oligarchie présentait comme une défense du pouvoir régional contre le pouvoir central.
Dans cette situation, l’Espagne se trouva prise dans la guerre de Trente Ans, épreuve que la Castille ne pouvait supporter qu’à grand-peine, d’autant que s’y ajoutèrent les grandes pertes de revenus provenant d’Amérique dans les années 1629-1631 et 1639-1641. Devant le manque de moyens fiscaux et militaires de la traditionnelle source castillane, à cette occasion on commença à considérer sérieusement que les provinces et couronnes non castillanes devaient contribuer elles aussi à la défense des intérêts de l’ensemble.
En 1621, le comte-duc d'Olivares, avec l'accord de Philippe IV,  adopta les idées de répartition et d'uniformité fiscale dans son projet de gouvernement ; les plans d'Olivares étaient d'établir une plus grande union de l'Empire sous des lois uniformes, ce qui supposait un abandon des prérogatives constitutionnelles des autres royaumes et provinces ; en contrepartie, il offrait de répartir les fruits de l'Empire (ainsi que ses charges) jusqu'à présent réservés principalement à la Castille.

### L'Union des Armes
Dans ce but, il choisit une voie indirecte pour accélérer l'uniformisation des couronnes et royaumes espagnols : l’Union des Armes, qui proposait la création d'une armée de 140 000 réservistes recrutés et entretenus par les différentes provinces, royaumes et vice-royaumes en fonction de leurs besoins et possibilités ; de cette manière, il pensait réussir une union plus étroite se concrétisant par une union militaire. Mais cela ne fut pas accepté, car un décret des Cortes castillanes ne pouvait obliger l'Aragon, Valence et la Catalogne à percevoir un impôt.
À partir de 1626, le roi convoqua les différentes Cortes, d'Aragon et de Valence, et obtint les subsides respectivement pour 2 000 et 1 000 soldats par an, durant 15 ans, (respectivement, 144 000 et 72 000 ducats par an). De la Catalogne, il prétendait obtenir 250 000 ducats par an pour la défense de ses frontières terrestres et méditerranéennes ; la négociation fut ardue et sans succès. Olivares proclama finalement l'Union des Armes, bien que la Catalogne fût contre. Il imposa respectivement au Pérou et au Mexique des contributions de 350 000 et 250 000 ducats pour la défense du commerce transatlantique, alors que les colonies avaient déjà une charge d'impôt aussi élevée que celle de la Castille.

### Réticences à son implantation
La principauté de Catalogne continua à s'opposer à la proposition ; Olivares décida d'essayer de la faire entrer dans l’Union des Armes, par une seconde tentative devant les Cortes catalanes. À nouveau, la négociation fut ardue, principalement à cause des représentants barcelonais qui à leur opposition de principe, ajoutaient leurs propres demandes. Il était évident que quelques-uns des membres de la députation souhaitaient saboter les relations entre la couronne et les Cortes catalanes, pour prévenir une enquête sur des affaires de corruption. En août 1632, les officiers royaux reçurent l'ordre d'accepter toute proposition qui puisse entraîner une avancée, mais en octobre les Cortes catalanes maintinrent la Catalogne hors de l'Union des Armes et ce fut le principal obstacle à cette union.
La situation s'envenimant entre la couronne et la Catalogne, aboutit finalement au soulèvement de la Catalogne (1640), qui sera suivi immédiatement par un autre soulèvement au Portugal, qui entraînera l'indépendance de ce pays.